# Ngành du hành vũ trụ

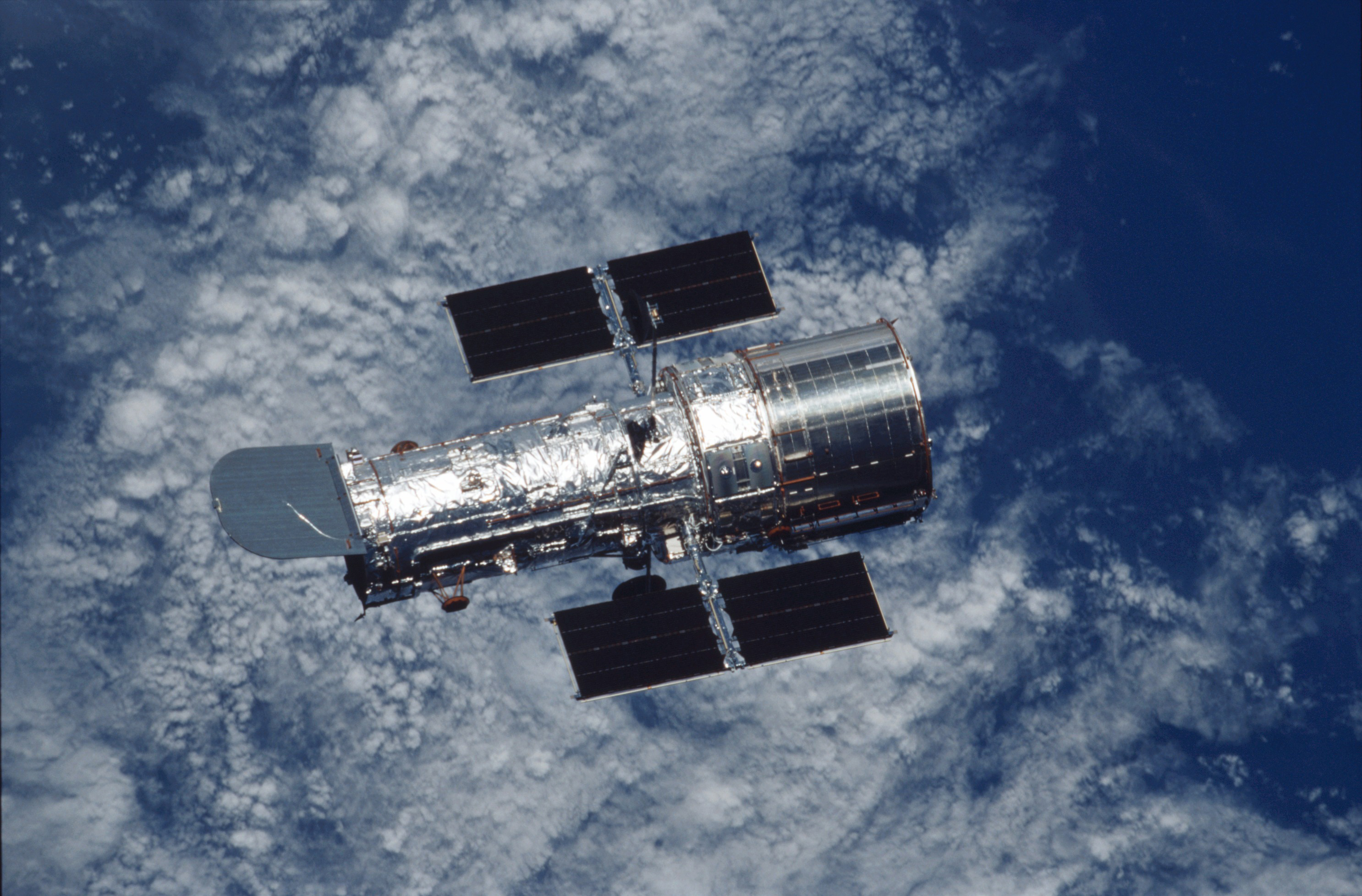
Kính viễn vọng Không gian Hubble với Trái đất làm nền (trong nhiệm vụ STS-109)

Astronautics, ngành du hành vũ trụ (hay vũ trụ học) là lý thuyết và thực hành điều hướng ngoài khí quyển của Trái đất.
Thuật ngữ astronautics (ban đầu là astronautique trong tiếng Pháp) được đặt ra vào những năm 1920 bởi J.-H. Rosny, chủ tịch của học viện Goncourt, tương tự như aeronautics. Do có một mức độ chồng chéo kỹ thuật giữa hai lĩnh vực này, thuật ngữ hàng không vũ trụ (aerospace) thường được sử dụng để mô tả cả hai cùng một lúc. Năm 1930, Robert Esnault-Pelterie xuất bản cuốn sách đầu tiên về lĩnh vực nghiên cứu mới.
Thuật ngữ cosmonautics (ban đầu là cosmonautique bằng tiếng Pháp) được giới thiệu vào năm 1930 bởi Ary Sternfeld với cuốn sách Initiation à la Cosmonautique (Giới thiệu về du hành vũ trụ học)  (cuốn sách này đem lại cho ông giải Prix REP-Hirsch, sau đó được gọi là giải Prix d'Astronautique, của Hiệp hội Thiên văn Pháp năm 1934.)
Như với hàng không học, các hạn chế khối lượng, nhiệt độ, và các lực lượng bên ngoài đòi hỏi rằng các ứng dụng trong không gian phải tồn tại được dưới các điều kiện khắc nghiệt: chân không cao, các bức xạ bắn phá của không gian liên hành tinh và các vành đai từ của quỹ đạo trái đất thấp. Các phương tiện phóng lên không gian phải chịu được lực đẩy khổng lồ, trong khi các vệ tinh có thể trải qua những thay đổi lớn về nhiệt độ trong những khoảng thời gian rất ngắn. Những hạn chế cực đoan về khối lượng khiến các kỹ sư hàng không phải đối mặt với nhu cầu liên tục tiết kiệm khối lượng trong thiết kế để tối đa hóa trọng tải thực tế mà có thể đạt đến quỹ đạo.

## Lịch sử
Lịch sử ban đầu của ngành du hành vũ trụ là lý thuyết: toán học cơ bản về du hành vũ trụ được thành lập bởi Isaac Newton trong chuyên luận năm 1687 Philosophiae Naturalis Principia Mathematica. Các nhà toán học khác, chẳng hạn như Leonhard Euler người Thụy Sĩ và Joseph Louis Lagrange người Pháp-Ý cũng có những đóng góp thiết yếu trong thế kỷ 18 và 19. Mặc dù vậy, ngành du hành vũ trụ đã không trở thành một môn học thực tế cho đến giữa thế kỷ 20. Mặt khác, câu hỏi về không gian vũ trụ làm bối rối trí tưởng tượng văn học của những nhân vật như Jules Verne và HG Wells. Vào đầu thế kỷ 20, nhà vũ trụ luận người Nga Konstantin Tsiolkovsky đã tính ra các phương trình tên lửa, phương trình cho một động cơ đẩy dựa trên tên lửa, cho phép tính toán vận tốc cuối cùng của một tên lửa từ khối lượng của tàu vũ trụ, khối lượng kết hợp của nhiên liệu đẩy và tàu vũ trụ và vận tốc khí thải của nhiên liệu đẩy.